# Metro a nastro
Il metro a nastro è un semplice strumento per la misurazione di lunghezze. Esso è costituito essenzialmente da un nastro flessibile, su cui è stata tracciata una scala graduata. Spesso questi metri dispongono di scale su entrambi i lati del nastro, in modo da poterli utilizzare entrambi.

## Struttura del nastro
Esistono molti tipi di metri a nastro, però una prima classificazione può essere fatta secondo il materiale usato, cioè:
- metri a nastro in tela;
- metri a nastro metallico.

### Nastro in tela

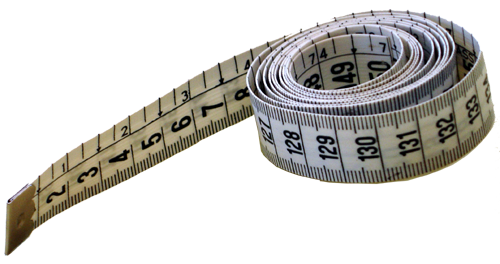
Metro in tela

Questi metri sono costituiti da una fettuccia di tessuto, su cui è stata tracciata la scala graduata. La scala può essere direttamente stampata sul tessuto, o più comunemente, il tessuto viene plastificato, e la scala viene stampata sullo strato plastico. Questo tipo di metro è solitamente della lunghezza di 150 cm e riporta la scala di misurazione su ambedue i lati, però in senso inverso tra di loro, in modo che arrotolandolo sia sempre disponibile dall'inizio.
Tradizionalmente i nastri vengono realizzati in tela resistente plastificata (un esempio sono i metri per sarti), ultimamente però si tende ad usare tessuti in fibra di vetro, che garantiscono una maggiore resistenza all'allungamento e una maggiore stabilità strutturale nel tempo. Malgrado ciò, questi strumenti non garantiscono alta precisione e pertanto vengono usati dove questa non necessita. Normalmente la loro risoluzione è di 5 o 10 mm.
Il notevole vantaggio di questi metri risiede nella notevole flessibilità, che permette di fare rilievi su superfici curve (esempio rilevare piccole circonferenze).

### Nastro metallico
Detti anche "metri a fettuccia metallica", questi metri sono costituiti da un sottile nastro d'acciaio inossidabile (normalmente di 0,1-0,15 mm di spessore), su cui è stata tracciata la scala graduata. La scala può essere direttamente incisa sul metallo, oppure, qualora il nastro sia verniciato, stampata sulla vernice. Se la scala viene tracciata incidendo la superficie, le incisioni vengono annerite e la superficie viene opacizzata per evitare abbagliamenti durante la lettura.
Rispetto ai metri in tela, questi strumenti presentano meno problemi di allungamento alla trazione e di stabilità nel tempo, e (se trattati con attenzione) consentono misure precise. Infatti, sebbene normalmente la risoluzione sia di 0,5 cm (ma in commercio ne esistono con risoluzione di 1 mm), la precisione della posizione delle tacche sulla scala può essere migliore di 1 mm.
Va ricordato che le scale sono realizzate per dare la migliore accuratezza a 20 °C, a temperature differenti potrebbe essere necessario tenere conto della dilatazione del nastro (il problema si pone in modo sensibile per nastri molto lunghi). Questi metri non hanno la stessa flessibilità di quelli in tela, anzi è necessario porre attenzione nel loro uso, poiché l'acciaio tende ad allungarsi e piegarsi in modo permanente, allungando o accorciando il nastro.

## Tipologie particolari

### Rotella metrica

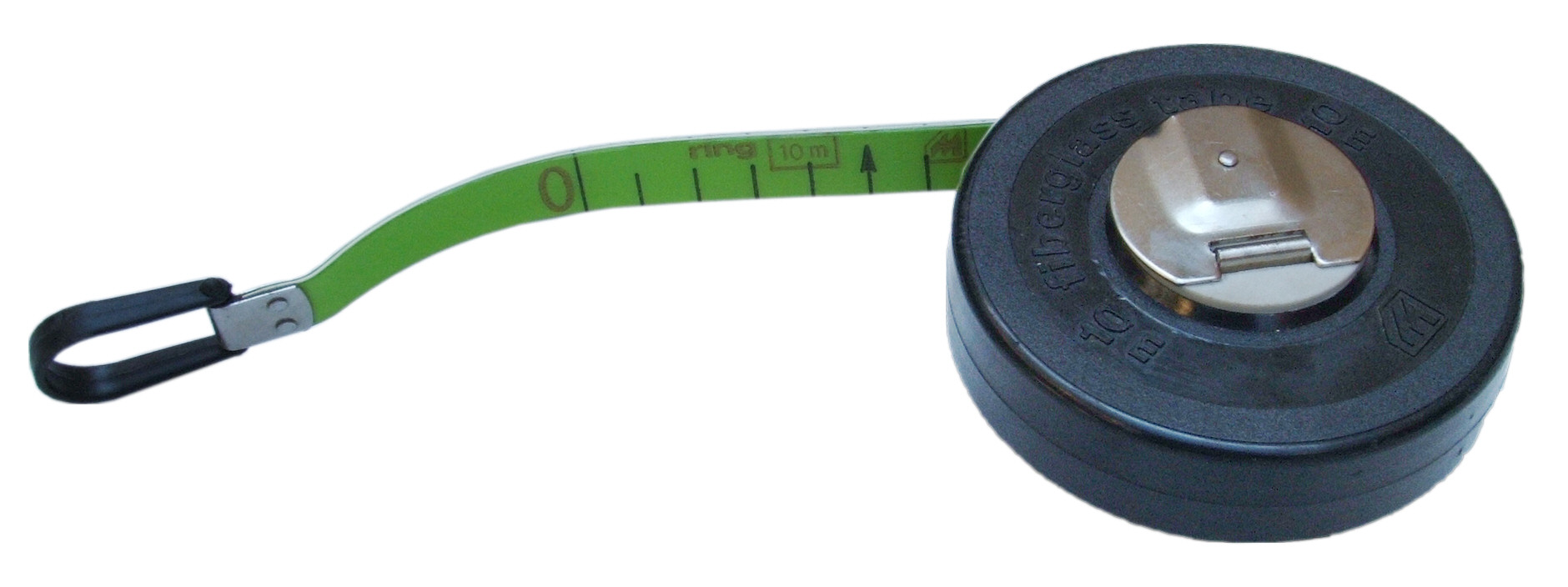
Rotella metrica

La rotella metrica o cordella metrica è un metro a nastro costruito per potersi avvolgere su un apposito arrotolatore, che ne rende più agevole l'uso e il trasporto. Il nastro viene conservato arrotolato su un rocchetto, quando necessita usarlo è possibile srotolarlo tirando il capo libero fino alla lunghezza di interesse; al termine dell'attività lo si riarrotola sul rocchetto agendo sull'apposita manovella. Normalmente in commercio si trovano rotelle (sia in tessuto che metalliche) con lunghezze comprese tra i 10 e i 100 m, aventi risoluzioni da 1-0,5–10 mm.

### Flessometro

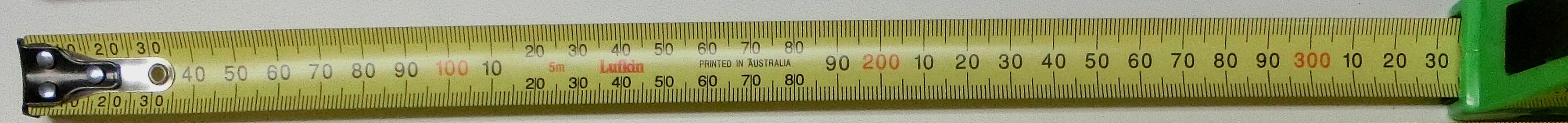
Flessometro con Millimetri

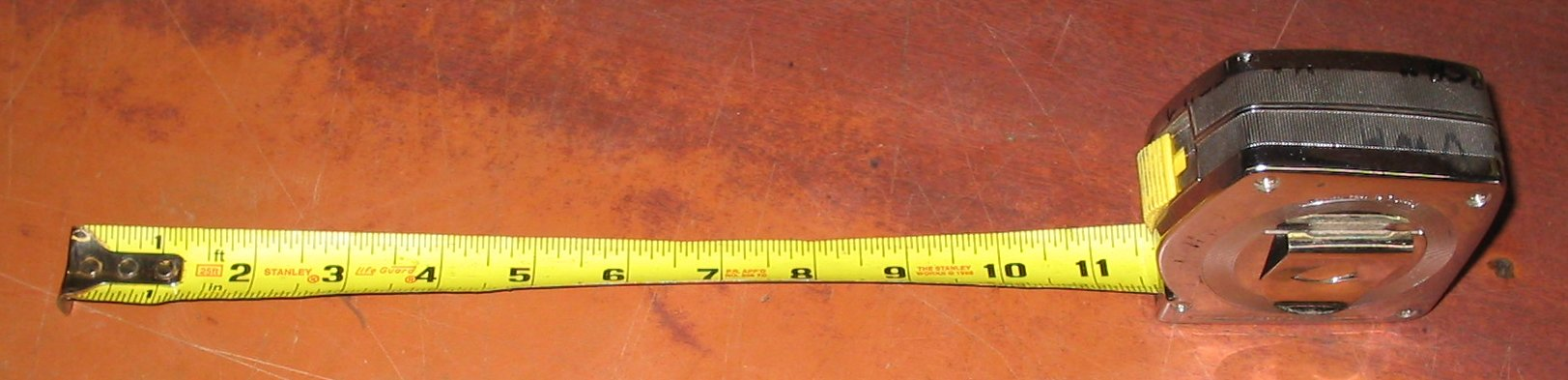
Flessometro

Il flessometro è uno strumento molto comune costituito essenzialmente da una rotella metrica, con nastro in acciaio, in cui una molla arrotola automaticamente il nastro all'interno dell'arrotolatore. Il nastro ha la caratteristica di possedere una leggera curvatura lungo la sua sezione, e questo gli permette, una volta srotolato, di mantenere una certa rigidità. In questo modo questo strumento può essere utilizzato come se fosse una riga flessibile. 
Le capacità di mantenere la rigidezza dipendono dalla larghezza e spessore del nastro medesimo, all'incirca è pari a:
```
       larghezza                     estensione
         nastro
  6,5 mm -   1/4 pollici                  0
 
mm -  150
 
mm
   10 mm -   3/8 pollici                400
 
mm -  700
 
mm
   13 mm -   1/2 pollici               1000
 
mm - 1300
 
mm
   16 mm -   5/8 pollici               1300
 
mm - 1700
 
mm
   19 mm -   3/4 pollici               1700
 
mm - 2100
 
mm
   25 mm -     1 pollici               2300
 
mm - 2800
 
mm
   32 mm - 1-1/4 pollici               3500
 
mm - 4000
 
mm
```

Questi valori variano anche in funzione del fabbricante.
Quando necessita usarlo, è possibile srotolare il nastro tirando il capo libero, con dolcezza, liberando prima la frizione (azionabile da un pulsante o da una leva) per evitare una usura precoce di nastro e frizione stessa che blocca il nastro, raggiunta la lunghezza desiderata bloccare il nastro con la frizione così impedendo alla molla di richiamarlo dentro l'arrotolatore, quindi leggere la misura. Al termine dell'attività, sbloccando la frizione, la molla richiama automaticamente il nastro, che va accompagnato con dolcezza sempre per evitare usure precoci nonché in caso di lunghe esposizioni del nastro, pericolosi scuotimenti del medesimo. Alcuni modelli particolari hanno diversi sistemi di bloccaggio, alcuni dei quali con un secondo o addirittura terzo tasto di bloccaggio (solitamente posto a lato o sotto la custodia del flessometro), che serve a bloccare temporaneamente il nastro, giusto il tempo necessario per eseguire la misurazione o controllarne l'estrazione ed il rientro. Altri modelli particolarmente diffusi sono con blocco automatico, ovvero dotati di un tasto o leva di fermo che permette di estendere comodamente il nastro sino alla lunghezza desiderata, bloccandolo per l'appunto automaticamente e successivamente farlo riavvolgere con la sola pressione del bottone 
In questi strumenti l'inizio scala coincide con un'estremità libera del nastro, inoltre sull'estremità viene collocata una staffa ad "L" , chiamata calciolo, vincolata al nastro da 2 o più rivetti che ha due scopi:
- fungere da fermo durante l'arrotolamento del nastro;
- fornire una battuta coincidente all'inizio scala, che faciliti le misure.

Il calciolo è inoltre leggermente amovibile, vale a dire si sposta in avanti o indietro per compensarne lo spessore e restituire così la giusta precisione nelle misurazioni interne ed esterne. Alcuni modelli sono inoltre dotati di un foro nel calciolo per permettere di infilarlo e ancorarlo mediante viti o chiodi inseriti nel supporto da misurare, oppure ancora dotati di calamita, quest'ultima particolarmente indicata nei lavori a costante e prolungato contatto con superfici metalliche.
Normalmente in commercio si trovano flessometri con lunghezza da 2 a 10 m, aventi risoluzioni da 1 mm.